# Alexei Lubimov
Alexei Lubimov (sinh năm 1944, tên đầy đủ là Алексе́й Бори́сович Люби́мов, Alexey Borisovich Lyubimov) là một nghệ sĩ piano người Nga, nghệ sĩ đàn fortepiano và đàn harpsichord.
Lubimov từng học tại Nhạc viện Moscow.
Trong những năm gần đây, ông đã tổ chức các buổi hòa nhạc với Dàn nhạc giao hưởng Luân Đôn, Dàn nhạc Giao hưởng Thành phố Birmingham, Dàn nhạc Quốc gia Nga ở Moscow và Dàn nhạc Tonkünstler của Áo.

## Danh sách đĩa nhạc
- Alexei Lubimov. Chopin, Bach, Mozart, Beethoven. At Chopin's home piano. Trên cây đàn piano do Pleyel 1843. Label: NIFCCD
- Alexei Lubimov. Franz Schubert. Impromptus. Trên cây đàn pianos do Matthias Müller 1810, Joseph Schantz 1830. Label: Zig Zag Territorois.
- Alexei Lubimov and his colleagues (Yuri Martynov, Olga Martynova, Alexandra Koreneva, Elizaveta Miller, Olga Pashchenko, Alexey Zuev). Ludwig van Beethoven. Complete piano sonatas. Chơi trên các bản sao của các đàn piano Stein, Walter, Graf, Buchholtz do Paul McNulty chế tạo. Label: Moscow Conservatory Records.
- Alexei Lubimov. Beethoven. Piano Sonatas - No.8, Op.13 "Pathetique"; No. 14, Op.27, No.2 "Moonlight"; No.21, Op.53 "Waldstein" in C Major; No.27. Trên cây đàn pianos do John Broadwood & Son 1806 (Cristopher Clarke). Label: Erato.
- Alexei Lubimov & Alexei Zuev. Claude Debussy. Preludes. (Steinway 1913, Bechstein 1925) Label: ECM Records.
- Alexei Lubimov & Keller Quartett. Lento — Alfred Schnittke, Dmitri Shostakovich. Label: ECM Records.
- Dennis Russel Davies (conductor), Alexei Lubimov (piano), Radio Symphonieorchester Wien. Valentin Silvestrov: Metamusik/Postludum. Label: ECM Records.